# قاعدة مانستون الجوية
قاعدة مانستون الجوية هي قاعدة جويَّة في سلطنة عمان، أسسها الجيش البريطاني خلال ثورة ظفار.